# Nomad (časopis)
Nomad je bio hrvatski časopis za pop kulturu. Najviše se bavio glazbenom, filmskom, te u manjoj mjeri književnom scenom (uglavnom kroz recenzije književnih izdanja u rubrici 'Lektira'). Donosio je brojne recenzije glazbenih i filmskih uradaka. Pažnju je uglavnom usmjeravao na alternativnija glazbena i filmska izdanja. Uredništvo se tako željelo ograditi od domaće i strane zabavne scene. U početku je naglasak stavljan na hrvatski rock, dok je kasnije interes bio usmjeravan uglavnom na hip hop pokret. Donosio je i recenzije stripova, internetskih stranica, te računalnih igara. Valerij Jurešić osnovao je ovaj časopis sa skupinom mladih novinara, nakon gašenja lista Homo volans. Jurešić je bio i direktor Nomada. 
Dizajn časopisa bio je nekovencionalan i svjež. Prve brojeve lista grafički su uređivali Greiner i Kropilak, dok grafički dizajn kasnije potpisuju Dejan Kršić i Dejan Dragosavac Rutta, u sklopu dizajnerskog društva Arkzin. Ime ovog lista tumači se na engleskom kao „no mad“ odnosno: nismo ludi; premda riječ 'nomad' označava i skitnicu, lutalicu. Posljednji broj objavljen je u siječnju 2003., kao trobroj 33-38, iako su ukupno objavljena 33 broja. Uz posljednji broj nalazio se i CD s deset skladbi hrvatskih hip hop izvođača, kao i skenirani tekstovi objavljivani u 13 brojeva Nomada o domaćoj hip hop sceni.

## Citati
| „ | Dragim pretplatnicima i svima ostalima, Pukli smo samo tako. Nije se moglo dalje. Dugo smo i s mukom skupljali za ovaj Nomad Zadnji. I radujemo mu se više nego prvom, jer ovaj put uistinu nismo bili sigurni da će ikada izaći. Ostali su dugovi. Pretplatnicima koji su uplatili pretplatu u nagradnoj igri Svaka dobiva, ovaj trobroj zaključuje pretplatu. Dobili ste tri/pet brojeva i nagradu, mislimo da je to fer. Ostali će dobiti dopise s ponudom za prebijanje duga. Ostajte nam zdravo, ako smo se kome zamjerili, nek smo, kome nismo, još stignemo. Oće li bit kakvog Nomada ikad više, je ne znam. Svratite tu i tamo do www.nomad.hr. U nadi da se, jednom možda, iznenadite. | ” |
|   | |   |

 U okviru u kojem je objavljen ovaj tekst okomitim slova uz lijevi rub okvira sitnijim slovima drugog fonta stoji 
"svratite na www.knjiga.hr, to je dalo benzina za ovaj Nomad"